# Cape Schanck (udde)
Cape Schanck är en udde i Australien. Den ligger i delstaten Victoria, omkring 77 kilometer söder om delstatshuvudstaden Melbourne.
Närmaste större samhälle är Rosebud West, omkring 15 kilometer norr om Cape Schanck.